# Härkmerifjärden
Härkmerifjärden är en sjö och tidigare havsvik i byn Härkmeri i Kristinestad i Finland. Sjön är som mest 2,5 meter djup och i medeltal 1,2 meter. Dess area är 5 km² med en strandlinje på 22 km.
I Härkmerifjärden mynnar Härkmeriån. Härkmerifjärden är förbunden med Bottenhavet genom den cirka 0,5 km långa kanalen Stora sundet som mynnar i Lappfjärdsfjärden och  ingår i Egentliga Bottenhavets avrinningsområde. 
Härkmerifjärden och dess stränder hör till det nationella skyddsprogrammet för fågelvatten, en stor del av strandområdena är Natura 2000-område. Både åkerfältet Innerfjärden söder om sjön och själva Härkmerifjärden är av Birdlife International klassade som värdefulla fågelområden. Naturlandskapet är unikt med sina grunda stränder med stora vass- och sävbestånd.
I  Härkmerifjärden finns öarna: Mattiholmen, Skiftsholmen, Ånäsholmen, Ängranholmen samt ett antal mindre skär. Det framgår av kartbilden att det funnits ett antal ytterligare öar, som numer endast är uddar runt sjön.